# Oughterard
Oughterard est une ville du County Galway en Irlande. Selon le recensement de la république d'Irlande de 2011, il y avait 2 604 personnes vivant dans la circonscription électorale d'Oughterard et 1 333 personnes vivant dans la ville elle-même (qui fait partie de la circonscription électorale).

## Dans la littérature
Il y a une référence à la gare de Oughterard dans la nouvelle "An Bhean Chaointe" de Patrick Pearse.
San Antonio, dans «  Hue, Dada! » y passe avec son acolyte Berurier.

## Controverse
La ville a reçu une attention internationale en septembre 2019 lorsqu'un hôtel désaffecté à la périphérie de la ville, le Connemara Gateway Hotel, a été proposé pour être utilisé comme centre d' approvisionnement direct (c'est-à-dire pour accueillir les réfugiés cherchant une protection internationale). Les militants de droite ont immédiatement ciblé le public (en particulier Gearóid Murphy, un militant du Parti national (NP)) en utilisant le désarmement anti-immigrés, et cela a réussi,. La manifestation a été fortement soutenue par le Parti national et d'autres groupes de droite. Un dépliant distribué par Murphy, contenant des allégations trompeuses sur le système d'asile, a été largement distribué par des militants locaux, dont Gerry Kinneavy, l'organisateur local du NP,. La manifestation est rapidement devenue la plus grande manifestation jamais organisée contre un projet de centre d'approvisionnement direct. Plus tard, la manifestation s'est concentrée sur son opposition aux «centres d'approvisionnement direct inhumains», ce qui a conduit à des allégations selon lesquelles les manifestants se cachaient derrière de véritables préoccupations concernant le système d'asile,. Certains membres du groupe « Oughterard Says No to Direct Provision » ont évoqué des « influences extérieures négatives » tentant d'influencer les manifestations, à la suite des allégations de racisme et d'intimidation,. Après trois semaines de manifestations de 24 heures contre le blocus de l'hôtel, le propriétaire de l'hôtel a retiré son offre pour le centre début octobre,. Les militants Oughterard se sont ensuite rendus ailleurs pour soutenir et assister des manifestations similaires.